# موكتا بارف
موكتا بارف (بالإنجليزية: Mukta Barve)‏ (من مواليد 17 مايو 1979 في تشينشواد، الهند) هي ممثلة تلفزيونية وأفلام ومسرح ومنتجة هندية.

## وصلات خارجية
- موكتا بارف على موقع IMDb (الإنجليزية)
- موكتا بارف على موقع قاعدة بيانات الفيلم (الإنجليزية)